# Euzen
Euzen ([ˈjuːsiːn], altgriechisch εὖ ζῆν (eu zēn), bedeutet „gut leben“) ist eine dänisch-norwegische Band, die progressiven elektronischen Rock / Pop mit nordischen Einflüssen spielt.

## Geschichte
Die Band wurde 2006 vom Dänen Christopher Juul (2003–2013 bei Valravn) und der Norwegerin Maria Franz gegründet. Ihren ersten öffentlichen Auftritt hatte die Band 2008.
Seit 2008 spielten Euzen rund 90 Auftritte zumeist in Deutschland, aber auch in ihrem Heimatland Dänemark, den Niederlanden, Tschechien, Norwegen, der Schweiz, Russland und den USA. In dieser Zeit spielten sie auf einigen größeren Festivals wie dem TFF Rudolstadt (2011), dem Castlefest in den Niederlanden (2010, 2011, 2012, 2014, 2016, 2019), dem Wave-Gotik-Treffen in Leipzig (2012, 2015) oder dem M’era Luna in Hildesheim (2014).
Im November 2014 starteten Euzen eine Crowdfunding-Kampagne auf der Plattform Kickstarter, bei der sie um die Finanzierung eines Musikvideos zur neuen Single Phobia baten. Innerhalb von acht Wochen konnte mit 21.450 DKK (rund 2880 €) über das Doppelte der Zielsumme gesammelt werden. Mit dem neuen Album Metamorph gingen sie Anfang 2015 auf große Deutschland-Tour.
Anfang 2018 bezogen sie ein neues, eigenes, Studio („Lava Studios 2.0“) am Rande von Kopenhagen, da das Gebäude des ersten Studios in der Stadt Ende 2017 abgerissen wurde. Der große Erfolg von Christopher und Maria mit der Band Heilung, das Musikprojekt „STOI“ oder die Gründung der Band „Songleikr“ sind Gründe, warum es ab 2016 ruhig um Euzen wurde.

## Diskografie

### Alben
- 2009: Eudaimonia
- 2011: Sequel
- 2015: Metamorph

### DVD
- 2014: Live from the Euzeniverse